# Mont Osorakan
Le mont Osorakan (恐羅漢山, Osorakan-zan) est une montagne culminant à 1 346 m d'altitude à la limite des villes d'Akitakata dans la préfecture de Hiroshima et Masuda dans la préfecture de Shimane au Japon. Sommet le plus élevé des préfectures de Hiroshima et Shimane, il fait partie du parc quasi national de Nishi-Chugoku Sanchi.